# Згожелец
Згожелец (пољ. Zgorzelec) град је у Пољској, у Војводству доњошлеском. По подацима из 2012. године број становника у месту је био 32.278.

## Становништво
| 1970.  | 1980.  | 1987.  | 1990.  | 1995.  | 2000.  | 2002.  | 2005.  | 2010.  | 2011.  | 2012.  |
| ------ | ------ | ------ | ------ | ------ | ------ | ------ | ------ | ------ | ------ | ------ |
| 28.555 | 33.267 | 35.881 | 36.103 | 36.760 | 35.690 | 33.706 | 33.082 | 31.684 | 31.965 | 32.278 |

## Партнерски градови
- Герлиц
- Авион
- Науса
- Миргород